# Пилавов, Павел Аристиевич
Павел Аристиевич Пилавов (укр. Павло Аристійович Пілавов; род. 17 февраля 1969, с. Алексеевка, Грузинская ССР, СССР) — государственный деятель самопровозглашенной Луганской Народной Республики. И.о. Министра по делам семьи, молодёжи, спорта и туризма Луганской Народной Республики. Депутат Народного Совета ЛНР.

## Биография
Родился 17 февраля 1969 года в селе Алексеевка Тетрицкаройского района Грузинской ССР.
В 2005 году закончил Луганский национальный педагогический университет имени Тараса Шевченко по специальности «Учитель физического воспитания»), а в 2010 году закончил там же магистратуру.
С 2005 по 2015 год занимал должность директора Луганского физкультурно-оздоровительного центра «Авангард». С 2015 по 2018 год занимал должность руководителя аппарата Уполномоченного по правам ребёнка Луганской Народной Республики. С 30 июня по 8 августа 2016 занимал должность иосполняющего обязанности Министра по делам семьи, молодежи, спорта и туризма Луганской Народной Республики. В ноябре 2018 года был избран депутатом Народного Совета Луганской Народной Республики. Является членом комитета по вопросам международных отношений, связи, информационной политики и массовых коммуникаций.
Из-за вторжении России на Украину находится в санкционных списках всех стран Евросоюза, Великобритании, Канады, Швейцарии, Украины и Японии

## Семья
Женат, имеет двоих детей. Двоюродный брат Манолис Пилавов является главой администрации Луганска, а другой двоюродный брат Георгий Пилавов является международным гроссмейстером по шахматам.